# Noor-ol-Hoda Mangeneh
Noor-ol-Hoda Mangeneh, född 1902, död 1986, var en iransk feminist och kvinnorättsaktivist. 
Hon grundade år 1922 Irans första officiella kvinnorättsorganisation, Jam'iyat-e Nesvan-e Vatankhah, tillsammans med Mohtaram Eskandari och Mastoureh Afshar.